# Saison 2 de New York, police judiciaire
Chronologie
Saison 1 Saison 3
La deuxième saison de New York, police judiciaire, série télévisée américaine, est constituée de vingt-deux épisodes, diffusée du 17 septembre 1991 au 14 mai 1992 sur NBC.

## Distribution

### Acteurs principaux
- Paul Sorvino : sergent Phil Cerreta
- Chris Noth : détective Mike Logan
- Dann Florek : capitaine Donald Cragan
- Michael Moriarty : premier substitut du procureur Benjamin Stone
- Richard Brooks : substitut du procureur Paul Robinette
- Steven Hill : procureur Adam Schiff

### Acteurs récurrents
- Carolyn McCormick : Dr Elizabeth Olivet

## Épisodes

### Épisode 1:Un flic assassiné
- États-Unis : 17 septembre 1991 sur NBC

### Épisode 2:Le Salaire de l'amour
- États-Unis : 24 septembre 1991 sur NBC

### Épisode 3:Une star est morte
- États-Unis : 1er octobre 1991 sur NBC
- France : 26 mars 1991 sur France 3

### Épisode 4:L'Asile
- États-Unis : 8 octobre 1991 sur NBC

### Épisode 5:Un enfant béni
- États-Unis : 22 octobre 1991 sur NBC

### Épisode 6:Un acte malheureux
- États-Unis : 29 octobre 1991 sur NBC

### Épisode 7:À la mémoire de...
- États-Unis : 5 novembre 1991 sur NBC

### Épisode 8:Perte de contrôle
- États-Unis : 12 novembre 1991 sur NBC

### Épisode 9:Meurtre à l'école
- États-Unis : 18 novembre 1991 sur NBC

### Épisode 10:Un incendie pas comme les autres
- États-Unis : 26 novembre 1991 sur NBC

### Épisode 11:Un moment de gloire
- États-Unis : 10 décembre 1991 sur NBC

### Épisode 12:Coup de foudre
- États-Unis : 7 janvier 1992 sur NBC

### Épisode 13:Rupture de contrat
- États-Unis : 14 janvier 1992 sur NBC

### Épisode 14:Un sang révélateur
- États-Unis : 4 février 1992 sur NBC

### Épisode 15:Confiance aveugle
- États-Unis : 11 février 1992 sur NBC

### Épisode 16:Vengeance
- États-Unis : 18 février 1992 sur NBC

### Épisode 17:Une sœur pas très catholique
- États-Unis : 3 mars 1992 sur NBC

### Épisode 18:Du berceau au tombeau
- États-Unis : 31 mars 1992 sur NBC

### Épisode 19:Une tombe de diamants
- États-Unis : 7 avril 1992 sur NBC

### Épisode 20:Récompense mortelle
- États-Unis : 14 avril 1992 sur NBC

### Épisode 21:La Peur du scandale
- États-Unis : 28 avril 1992 sur NBC

### Épisode 22:La Dernière OPA
- États-Unis : 12 mai 1992 sur NBC